# 友唱
友唱是中華人民共和國一個k歌亭品牌，由厦门市前沿科技开发有限公司創立，2017年获自動售貨機商友寶在線收购，并与全民k歌达成版权合作。其k歌亭中國大陸各大商場已部署數千個，且出海新加坡。
在2019年新冠疫情期间，该品牌遭到冲击，一些k歌亭在网上遭到转卖。

## 产品
- M-bar: 长宽高为1.6m*1.6m*2.3m  占地面积：2.56m², 支持云端下载、在线试听、智能评分、录音上传、分享等功能[4]。

## 延伸阅读
- 迷你KTV
  - 咪哒